# Judith avec la tête d'Holopherne (Galizia)
Pour les articles homonymes, voir Judith avec la tête d'Holopherne.
Judith avec la tête d'Holopherne est un tableau réalisé par la peintre italienne Fede Galizia en 1596. De format vertical, cette huile sur toile est une peinture chrétienne qui représente un épisode du Livre de Judith, dans l'Ancien Testament. Elle figure Judith et sa servante tenant la tête décapitée d'Holopherne devant un fond noir que voile en partie un rideau rouge. L'œuvre est conservée au musée d'Art John-et-Mable-Ringling, à Sarasota, en Floride, dans le Sud-Est des États-Unis. Plusieurs autres versions probablement toutes postérieures existent ailleurs dans le monde, notamment à la galerie Borghèse, à Rome.